# ناحیه والکرویل، شهرستان گرین، ایلینوی
ناحیه والکرویل (به انگلیسی: Walkerville Township) یک منطقهٔ مسکونی در ایالات متحده آمریکا است که در شهرستان گرین، ایلینوی واقع شده‌است. ناحیه والکرویل ۱۴۶ متر بالاتر از سطح دریا واقع شده‌است.